# Filipe Ret
Filipe Ret, pseudonimo di Filipe Cavaleiro de Macedo da Silva Faria (Rio de Janeiro, 19 giugno 1985), è un rapper e cantante brasiliano.

## Biografia
Cresciuto a Catete, Filipe Ret ha debuttato nel 2009 con l'album in studio, intitolato Numa margem distante; progetto a cui hanno fatto seguito i dischi Vivaz (2012), Revel (2015) e Audaz (2018).
Due anni più tardi ha ricavato la sua prima nomination ai Prêmios MTV MIAW per il titolo di beat BR, manifestazione in cui verrà candidato nuovamente l'anno successivo in due categorie grazie all'EP Imaterial, certificato doppio platino dalla Pro-Música Brasil con oltre 160 000 unità equivalenti. Quest'ultimo, trainato da una tournée negli Stati Uniti d'America, presenta sei brani che hanno superato almeno la soglia delle 80 000 unità vendute ciascuno, tra cui F*F*M e Corte americano, rispettivamente diamante e doppio diamante in Brasile.

## Discografia

### Album in studio
- 2009 – Numa margem distante
- 2012 – Vivaz
- 2015 – Revel
- 2018 – Audaz
- 2022 – Lume
- 2024 – Nume

### Album dal vivo
- 2023 – FRXV

### EP
- 2021 – Imaterial

### Singoli
- 2015 – Glória pra nós (feat. Erik Skratch)
- 2015 – Invicto
- 2017 – Vivendo avançado (feat. BK & MC TH)
- 2018 – A libertina
- 2018 – Louco pra voltar
- 2018 – Desenho
- 2018 – Santo forte
- 2019 – Chefe do crime perfeito (feat. Nobru Black & BangKooK)
- 2019 – Sessão do descarrego (con Dfideliz)
- 2019 – Favela (con MC Gabelinho)
- 2019 – Ilusão
- 2020 – Dentro de você (con Kevin o Chris)
- 2020 – Louco pra voltar (con Marcelo Falcão)
- 2020 – Cidade dos anjos
- 2021 – F*F*M*
- 2021 – Corte americano (con L7nnon e Chris Beats ZN)
- 2021 – Não desista agora (con Marcelo Falcão e Dallass)
- 2021 – Porque elas te preferem (con MC Dricka)
- 2022 – Luxúria ou trauma (con MC Hariel e Pedro Lotto)
- 2022 – Tudo nosso (con Anitta)
- 2023 – Deus perdoa (con Dallass)
- 2023 – Ritme do crime (con Ludmilla e Dallass)
- 2023 – Novinha grandona (con Plutónio e Dallass)
- 2024 – Distante (con MD Chefe)
- 2024 – Melhor vibe (con MC Ryan SP, Caio Luccas, Chefin, Dallass e Rocco)
- 2024 – Nós combina (con Mãolee e Vulgo FK)
- 2024 – Sigo frio (con Caio Luccas, Ryxn Pablo e Maru2D)